# Xa Thành

Vị trí tại Bình Đông

Xa Thành (tiếng Trung: 車城鄉; bính âm: Chēchéng Xiāng) là một hương (xã) của huyện Bình Đông, tỉnh Đài Loan, Trung Hoa Dân Quốc (Đài Loan). Hương nằm trên bán đảo Hằng Xuân và có địa hình đồi núi thấp. Hương có diện tích 49,8517 km², dân số vào tháng 8 năm 2011 là 9.487 người thuộc 3.510 hộ gia đình, mật độ cư trú đạt 190,3 người/km².